# 斯拉德科維喬沃
斯拉德科維喬沃（斯洛伐克語：Sládkovičovo）是斯洛伐克的城鎮，位於該國西南部，由特爾納瓦州負責管轄，面積29.10平方公里，海拔高度120米，2021年人口5390人，其中六成居民信奉羅馬天主教。

## 外部連結
- Town website